# Aigues-Vives, Ariège

Aigues-Vives este o comună în departamentul Ariège din sudul Franței. În 1 ianuarie 2022 avea o populație de 631 de locuitori.